# Caroline Farner
Caroline Farner (Guntershausen bei Berg, 10 juni 1842 - Zürich, 8 april 1913) was een Zwitsers arts en feministe. Ze was de tweede vrouwelijke arts van Zwitserland, na Marie Heim-Vögtlin.

## Biografie
Caroline Farner was de dochter van Jakob Farner, een landbouwer en molenaar, en van Margaretha Henrika Böschenstein. Ze groeide op in Guntershausen bei Berg. Na een verblijf in Romandië was ze enkele jaren actief als lerares in Schotland. Daarna studeerde ze geneeskunde aan de Universiteit van Zürich. In 1876 nam ze deel aan het staatsexamen en in 1877 behaalde ze haar doctoraat. Ze werd daarmee na Marie Heim-Vögtlin de tweede Zwitserse vrouwelijke arts. Na een kort verblijf in Wenen, waar ze als medisch assistente werkte in een algemeen ziekenhuis, keerde ze terug naar Zürich en opende ze er haar eigen praktijk. In 1879 hield ze voor het eerst een conferentie over hygiëne.
In 1886 werd ze lid van het Schweizer Frauen-Verband, waarvan ze later voorzitster werd. Ze wilde de vereniging omvormen tot een overkoepelend orgaan, maar moest deze droom opgeven omdat de meeste afdelingen de vereniging verlieten, behalve de Zürichse afdeling 'Fraternité'. Deze afdeling zou ze tot in 1891 leiden. Als voorzitster van deze afdeling had ze eveneens de leiding over een door haar in de jaren 1880 opgerichte materniteit en, tot 1907, een kuuroord in Urnäsch.
Tussen 1890 en 1894 publiceerde ze het tijdschrift Die Philanthropin. In 1892 werden zij en haar partner beschuldigd van fraude. Hoewel de zaak tegen hen in 1893 werd beëindigd zonder veroordeling, leidde deze tot kritische uitlatingen tegenover geëmancipeerde en universitair gediplomeerde vrouwen. Na deze affaire trok ze zich terug uit de voorgrond. Samen met Anna Pfrunder richtte ze een stichting op, aan dewelke ze beiden hun nalatenschap overmaakten. Deze Anna-Caroline-Stiftung kent beurzen toe aan studentes.

## Trivia
- In de binnenstad van Zürich werd met de Caroline-Farner-Weg een pad naar haar genoemd.